# Murchison River (Pieman River)
Der Murchison River ist ein Fluss im Nordwesten des australischen Bundesstaates Tasmanien.

## Geografie

### Flusslauf
Der etwas mehr als 64 Kilometer lange Murchison River entspringt an den Nordhängen des Pyramid Mountain im Zentrum des Cradle-Mountain-Lake-St.-Clair-Nationalparks und fließt zunächst in einem Halbkreis um den benachbarten Berg The Amphitheatre von einer anfangs östlichen Richtung über den Norden nach Westen. Unterhalb des Mount Nereus wendet er seinen Lauf dann nach Nordwesten und ab der Einmündung des Bluff River nach Südwesten. Kurz darauf tritt er in den Lake Murchison ein, der ihn wieder in nordwestliche Richtung lenkt. Am Westrand des Nationalparks tritt er unterhalb des Murchison-Staudamms aus und mündet nach wenigen Kilometern bei der Kleinstadt Tullah in den Lake Rosebery, wo er zusammen mit dem Mackintosh River den Pieman River bildet.

### Nebenflüsse mit Mündungshöhen
Der Murchison River hat folgende Nebenflüsse:
- Robert Creek – 365 m
- Wallace River – 342 m
- Achilles River – 336 m
- Bluff River – 280 m
- George Creek – 269 m
- Anthony River – 222 m

### Durchflossene Stauseen
Er durchfließt folgende Seen und Stauseen:
- Lake Murchison – 222 m
- Lake Rosebery – 190 m

## Staudamm
Der Murchison River wurde südöstlich der Kleinstadt Tullah zum Lake Murchison angestaut. Der schmale, lange See erstreckt sich in den Westteils des Cradle-Mountain-Lake-St.-Clair-Nationalparks. Wasser aus diesem Stausee wird zur Stromerzeugung über den Sophia Tunnel in den Lake Mackintosh geleitet.